# آربر هیل (آیووا)
آربر هیل (به انگلیسی: Arbor Hill) یک منطقهٔ مسکونی در ایالات متحده آمریکا است که در شهرستان ادیر، آیووا واقع شده‌است. آربر هیل ۳۴۴٫۱۲ متر بالاتر از سطح دریا واقع شده‌است.